# George Sorocold
George Sorocold (Derby, c. 1668 - c. 1738) va ser un enginyer anglès.

## Biografia
Va néixer a Derby aproximadament el 1668, fill de James Sorocold, que s'havia traslladat a la ciutat des de Lancashire. Es va casar amb Maria, la filla de Henry Franceys, el 7 desembre de 1684. Van tenir tretze fills, dels quals vuit van sobreviure.
En algun moment entre 1685 i 1687 Sorocold va estar involucrat en el subministrament d'aigua a Macclesfield i, el 1687, va assumir la tasca de refogament de les campanes de l'Església de Tots Sants, avui Catedral de Derby.
El 1692, va construir les primeres obres hidràuliques a la ciutat, amb una roda hidràulica per bombar a través d'uns quatre quilòmetres de canonades fetes de troncs d'om. Va desenvolupar una màquina perforadora, que més tard patentaria. Aquest aqüeducte va durar gairebé cent anys, i en va construir altres de similars per tot el país, a Bridgnorth, Bristol, Deal, King's Lynn, Leeds, Newcastle, Norwich, Portsmouth, Sheffield i Great Yarmouth. A Londres va construir Marchants Water Works, reconstruí els treballs hidràulics del Pont de Londres i feu millores al New River.
Entre 1695 i 1699, va produir els plans per millorar la navegació del riu Derwent, tot i que no es van posar en pràctica. També va estar implicat en la millora dels rius Lea, Aire i Cam.
Va construir la primera fàbrica de seda a Derby, a les ordres de Thomas Cotchett, el qual havia treballat amb els teixidors de seda de Spitalfields. El projecte va fracassar.
La idea va ser represa per John Lomba que, amb el seu germà Thomas, va aconseguir que Sorocold fes una nova fàbrica (la Lombe's Mill), més gran, basada en el model italià, en el lloc de l'antiga, acabada en 1722. Un dia, mentre escortava un grup de visitants per la fàbrica, Sorocold va relliscar en una passarel·la i va caure a la séquia. La força de l'aigua el va portar a la roda entre dues de les pales, una de les quals, afortunadament, el deixà passar i l'expulsà al canal d'evacuació. L'edifici, en l'actualitat, acull el Museu Industrial de Derby.
La seva data de mort és incerta, però es creu que va ser en algun moment després de 1738.